# Sh2-308
Sh2-308（也稱為RCW 11、LBN 1052或海豚星雲）是一個發射星雲，位於大犬座中心附近的H II區域，由電離氫組成。它位於夜空中最亮的恆星天狼星以南約8度處。 該星雲呈氣泡狀，圍繞著一顆名為大犬座EZ的沃爾夫-拉葉星，這顆恆星正處於演化中前超新星階段。該星雲距地球約4,530光年（1,389秒差距），但一些研究表明恆星和星雲的距離均達5,870光年（1,800秒差距）。還有人指出該星雲距離地球只有1,875光年(575秒差距)。